# Османска конституция
Османската конституция (на османски турски: قانون اساسی; на турски: Kanun-ı Esasî) е основен закон на Османската империя, оповестен на 23 декември 1876 г. в Истанбул от султан Абдул Хамид II.
Тя е най-старата конституция в мюсюлманска страна след Конституцията на Тунис от 1861 г..

## Предистория
След въстанието в Босна и Херцеговина от 1875 г., Априлското въстание в България, както и последвалата война между Сърбия и Черна гора и Османската империя вътрешният – от страна на партията Нови османлии – и външният – от страна на Великите сили – натиск за реформи в империята се усилва. Свиканата в Цариград посланическа конференция кара султан Абдул Хамид II да вземе спешни мерки – на 19 декември назначава един от водачите на Новите османлии Мидхат паша за велик везир, а на официалното откриване на конференцията на 23 декември 1876 г. прогласява с топовни салюти даруването на конституция на империята.

## Отмяна и връщане
Свиканият по новата конституция турски парламент, с български представители и в долната камара и в сената, заседава за пръв път на 20 март 1877 г. Но скоро след това на 24 април избухва Руско-турската война, и когато депутатите започват да критикуват военната политика на 28 юни султан Абдул Хамид II разпуска парламента. След втори избори вторият парламент се събира на 13 декември 1877 г., но султанът го разпуска на 14 февруари 1878 г. и отменя временно действието на конституцията. Младотурците са изгонени от страната, а някои, включително Мидхат паша, са осъдени на смърт.
Това положение се запазва до Младотурската революция от 1908 г. Започва т.нар. Втори конституционен период. Действието на конституцията е възстановено, създадени са много политически партии.